# Randy Newman
Randall Stuart Newman (n. 28 noiembrie 1943, Los Angeles, California, SUA) este un cantautor american, aranjor,  compozitor și pianist american, de origine evreu, care s-a făcut cunoscut prin cântece pop și rock despre slăbiciunile firii omenești, multe unele din ele cu o notă cinică sau satirice, și de asemenea  prin muzica de film, inclusiv la filme pentru copii. 
După anii 1980 Newman a activat mai ales ca autor de coloane sonore. A scris muzica pentru filme ca „Ragtime” (1981), Revenire la viață (1990), „The Natural”, Jocuri murdare, Cats Don't Dance, „Meet the Parents” (2000), „Cold Turkey”, și „Seabiscuit”.  A compus coloane sonore pentru opt filme de desene animate ale companiilor Disney și Pixar: Povestea jucăriilor (1995),  A Bug's Life (1998), Povestea jucăriilor 2(1999) , Compania Monștrilor (2001),Mașini (2006), Povestea jucăriilor 3(2010), Universitatea monștrilor (2013), și Mașini 3, de asemenea pentru productiile Disney Prințesa și Broscoiul (2009) și „James și piersica uriașă”.
Newman a fost nominalizat de 20 de ori la competițiile pentru Premiul Oscar pentru coloana sonoră originală și pentru cântecul original, câștigând de două ori Premiul Oscar la ultima categorie. I s-au mai decernat trei premii Emmy, șase premii Grammy și premiul guvernatorului din partea Academiei de discuri.
În anul 2002 Newman a fost înscris în muzeul memorial al autorilor de cântece „Songwriters Hall of Fame” pentru numere clasice ca  „Short People”  sau „Disney Legend” din anul 2007. În aprilie 2013 a fost inclus și în muzeul memorial al Rock and Roll-ului.